# 三色旗 (罗马尼亚)
三色旗（羅馬尼亞語：Trei culori），為羅馬尼亞的一首愛國歌曲，於1977年至1990年被做為羅馬尼亞社會主義共和國的國歌，但歌詞有所不同。

## 歷史
三色旗的作曲者為羅馬尼亞作曲家奇普里安·波隆贝斯库，原先該曲為一首愛國歌曲，但1977年被羅馬尼亞社會主義共和國選用為國歌，取代原先的國歌《羅馬尼亞，我們讚美你》（Te slăvim, Românie），但歌詞被更改並添加了許多共產主義相關的歌詞。1989年羅馬尼亞革命發生後，齐奥塞斯库政權垮台，三色旗的國歌地位也被《醒来吧，罗马尼亚人》（Deșteaptă-te, române!）給取代。
歌名三色旗指的即為羅馬尼亞國旗的藍、黃、紅配色。

## 歌詞

### 国歌歌词
演唱时每段重复末两句歌词，短版歌词为第一段和第七段。